# 1296
1296 (MCCXCVI) fue un año bisiesto comenzado en domingo del calendario juliano.

## Acontecimientos
- 15 de enero - Los sicilianos eligen como rey a Federico II de Aragón.
- 25 de febrero - Bonifacio VIII promulga la bula Clericis laicos.
- 27 de abril - Batalla de Dunbar.
- 30 de marzo - Eduardo I de Inglaterra saquea Berwick-upon-Tweed en la frontera escocesa; en este evento tomaría la Piedra de Scone, la que era utilizada para coronar a los monarcas escoceses.
- 3 de octubre - Alaudín se proclama Sultán de Delhi.
- Comienza la conquista del Reino de Murcia, dependiente de la Corona de Castilla, por el monarca aragonés Jaime II el Justo. Este año se tomarían las ciudades de Alicante, Elche, Orihuela, Murcia y Guardamar del Segura.
- Galicia - A la muerte de Sancho IV, Galicia y León quedan bajo el infante don Juan de la Cerda.
- Eduardo I de Inglaterra encarga la fabricación de una silla para sostener la Piedra de Scone, esta silla se convertiría con los años en el actual trono de San Eduardo, en la que los monarcas británicos son coronados.

## Nacimientos
- Blanca de Borgoña, reina consorte de Francia.

## Fallecimientos
- 8 de agosto - Hugo de Brienne, noble francés.